# شعار كاليدونيا الجديدة
شعار كاليدونيا الجديدة يتكون من نوتيلوس في المقدمة، ومن خلفها يوجد نوع من الأسهم تزين به أسطح المنازل في كاليدونيا الجديدة.